# Карамицос
Димитър, известен като Карамицос (на гръцки: Καραμήτσος), е гръцки революционер, участник в Гръцката война за независимост.

## Биография
Карамицос е роден в 1782 година в западномакедонското влашко-гръцко село Влашка Блаца. В 1798 година шестнадесетгодишен участва в Битката за Негуш. При избухването на Гръцката революция участва в Негушкото въстание като капитан на чета. Действа заедно с четите на Аргириос Карабатакис и Чернопетрис.
След разрушаването на Негуш в 1822 година, продължава борбата в Олимп заедно с Адамандиос Николау под ръководството на гръцкия консул в Солун Теодорос Валянос.
През декември 1830 година 8000 османци провеждат мащабна военна операция за ликвидиране на четите на Адамандиос, Михаил Пецавас и другите олимпийски капитани, както и на капитан Анастасис, който е на полуостров Касандра. Много селища в района на Олимп са практически унищожени.
По-късно Карамицос заедно с Караниколас и албанеца Мухарем е начело на гръцки пиратски флот с около 100 – 150 души екипаж и база на остров Амуляни. Корабите правят успешни набези по бреговете на Солунския залив. През май 1832 година Портата изпраща Юсуф бей да разгроми гръцкия флот. През март 1833 година шест кораба със 170 души с пет капитани - Карамицос, Вулгарис, Василис Загорианос, Мухарем и Янис Идриотис - са заловени от британска корвета, връщаща се от Света гора. След това Карамицос се връща в Олимп и продължава хайдушките си действия. Загива през април 1835 година при засада, поставена му от командира на гарнизона в Платамонас Караман бей.